# 723
723(칠백이십삼)은 722보다 크고 724보다 작은 자연수다.

## 수학
- 합성수로, 그 약수는 1, 3, 241, 723이다. 진약수의 합은 245이므로 723은 부족수다.
  - 220번째 반소수다. 앞의 반소수는 721, 다음 반소수는 731이다.
- {\displaystyle 2^{24}-1}은 723으로 나누어떨어진다.

## 과학
- NGC 723: 고래자리 방향에 있는 나선은하.
- 723 하모니아(영어판): 소행성.

## 교통

### 항공
- 아메리칸 항공 723편 추락 사고(영어판)
- 델타 항공 723편 추락 사고(영어판)

### 철도
- 서울 지하철 7호선 용마산역의 역번호.

### 도로
- 723번 지방도: 전북특별자치도 완주군 삼례읍에서 충청남도 청양군 장평면까지 이어지는 대한민국의 지방도.
- 현도 제723호선

## 군사
- 723 왕립 비행대(영어판): 오스트레일리아 왕립 해군의 비행대.

## 문화유산
- 대한민국의 보물 제723호: 삼국사기 (해제)[a]

## 기타
- 날짜: 7월 23일
- 연도: 723년, 기원전 723년
- 일본의 인명 ‘나츠미(なつみ)’의 숫자 고로아와세.